# Бойова кінозбірка № 3
«Бойова кінозбірка № 3» — третій радянський художній фільм серії з тринадцяти бойових кінозбірок, що вийшли в роки Великої Вітчизняної війни. Кінозбірка вийшла на екрани 22 серпня 1941 року. Збірка складається з 3 фільмів: «АСК-АСК» (Англія), «Мужність» і «Антоша Рибкін».

## «АСК-АСК»
Фільм розповідає про бойові будні британської батареї ППО. Демонструється робота зенітної артилерії по німецьким бомбардувальникам. Показані прилади оптичної пеленгації, розрахунку руху цілі і установка дистанційного підривника снаряда. Побіжно згадується прилад, що дозволяє шукати ворожі літаки поза видимістю і вночі. Також показано дозвілля зенітників — більярд і фортепіано.

## «Мужність»

### Сюжет
Триває совєцько-німецька війна. Групі добровольців на чолі з сержантом Шаровим доручено провести розвідку боєм, потрібно визначити місцезнаходження ворожого доту. Група виявляє майстерно замаскований дот і закидає його ручними гранатами. Тим самим мужні бійці накликають на себе вогонь ворожої піхоти, незабаром німців підтримують і танки. Розгорається запеклий бій невеликої групи солдатів з переважаючими силами противника і здається у них немає шансів на виживання… Але на допомогу приходить радянська артилерія…

### У ролях
- Борис Чирков —  Максим
- Володимир Шишкін — Калачов, боєць
- Петро Савін — Бєлкин, боєць
- Микола Хрящиков —  Медведєв
- Віктор Миронов — Іван Бойченко, боєць
- Віктор Аркасов — Шаров, молодший лейтенант
- Олена Ануфрієва — мати Калачова
- Олександр Антонов — капітан
- Олексій Кельберер — німецький офіцер
- Серафим Козьминський — епізод

## «Антоша Рибкін»

### Сюжет
Йде Велика Вітчизняна війна. Багатьох хлопців призивають на фронт. Серед них Антоша Рибкін, колгоспний кухар. Антоша хоче потрапити у розвідку, про що і просить у призовній дільниці. Воєнком же вирішує по-своєму, він вважає, що кухарська спеціальність хлопця стане в нагоді і на війні. Так Антоша стає фронтовим кухарем, однак війна бере своє, і доволі вправному хлопцеві доводиться не тільки кухарити, але й воювати з нацистськими загарбниками.

## У ролях
- Борис Чирков —  Антоша Рибкін
- Микола Трофімов — Стьопа, кухар
- Єлизавета Кузюріна — Варя
- Віктор Степанов — Маслов
- Петро Соболевський — німецький диверсант
- Георгій Шаповалов — епізод
- Серафим Козьминський — епізод

## Знімальна група
- Режисери — Пітер Бейліс, Борис Барнет, Костянтин Юдін
- Сценаристи — Іван Бондін, Лев Шифферс
- Оператори — Костянтин Венц, Сідней Бідл, Антоніна Егіна
- Композитори — Микола Крюков, Георгій Мілютін, Ісаак Дунаєвський
- Художники — Олексій Уткін, Георгій Гривцов